# (13325) Valérienataf
13325 Valerienataf (1998 SV14) – planetoida z pasa głównego asteroid okrążająca Słońce w ciągu 3,31 lat w średniej odległości 2,22 j.a. Odkryta została 18 września 1998 roku.